# Machanajim (Jeruzalém)
Machanajim (hebrejsky: מחניים, doslova Dvě tábořiště) je městská čtvrť v severozápadní části Jeruzaléma v Izraeli.

## Geografie
Leží v nadmořské výšce necelých 800 metrů, cca 2,5 kilometru severozápadně od Starého Města. Na jihu s ní sousedí čtvrť Šchunat ha-Bucharim (Bucharská čtvrť), na východě Sanhedrija, na západě Tel Arza a na severozápadě leží čtvrť Ezrat Tora. Skrz Machanajim prochází lokální silnice číslo 417 (ulice Bar Ilan) a lokální silnice číslo 436 (třída Sderot Golda Me'ir). Populace čtvrti je židovská. Vznikla pro ultraortodoxní Židy.